# Cotton Club (New York)
De Cotton Club is een befaamde voormalige nachtclub in New York in de jaren twintig en dertig van de 20ste eeuw tijdens en na de drooglegging, de periode dat het verboden was om alcohol te verkopen.
In de Cotton Club traden veel Afro-Amerikaanse artiesten op, zoals Duke Ellington, Cab Calloway en Louis Armstrong, maar hoofdzakelijk blanken en soms Afro-Amerikaanse beroemdheden hadden in de beginperiode toegang tot de club. De toegangskaarten waren duur.
Bokskampioen Jack Johnson opende de club (gelegen aan 142nd Street en Lenox Avenue in Harlem) in 1920 als de 'Club Deluxe'. Owney Madden, een prominente gangster, nam de club in 1923 over terwijl hij gevangenzat in de New Yorkse gevangenis Sing Sing en veranderde de naam in Cotton Club.